# Южно-Кавказская железная дорога
Южно-Кавказская железная дорога (ЮКЖД) (арм. Հարավկովկասյան Երկաթուղի) является 100 % дочерней компанией ОАО «Российские железные дороги». 13 февраля 2008 года в г. Ереване между ОАО «Российские железные дороги» и Республикой Армения был подписан концессионный договор о передаче государственного ЗАО «Армянская железная дорога» в управление ЗАО «ЮКЖД».

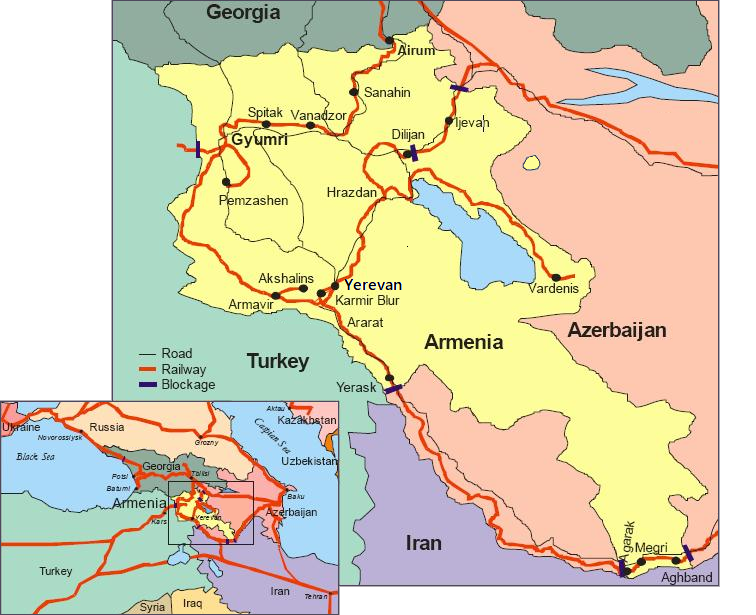
Карта железных дорог Армении.

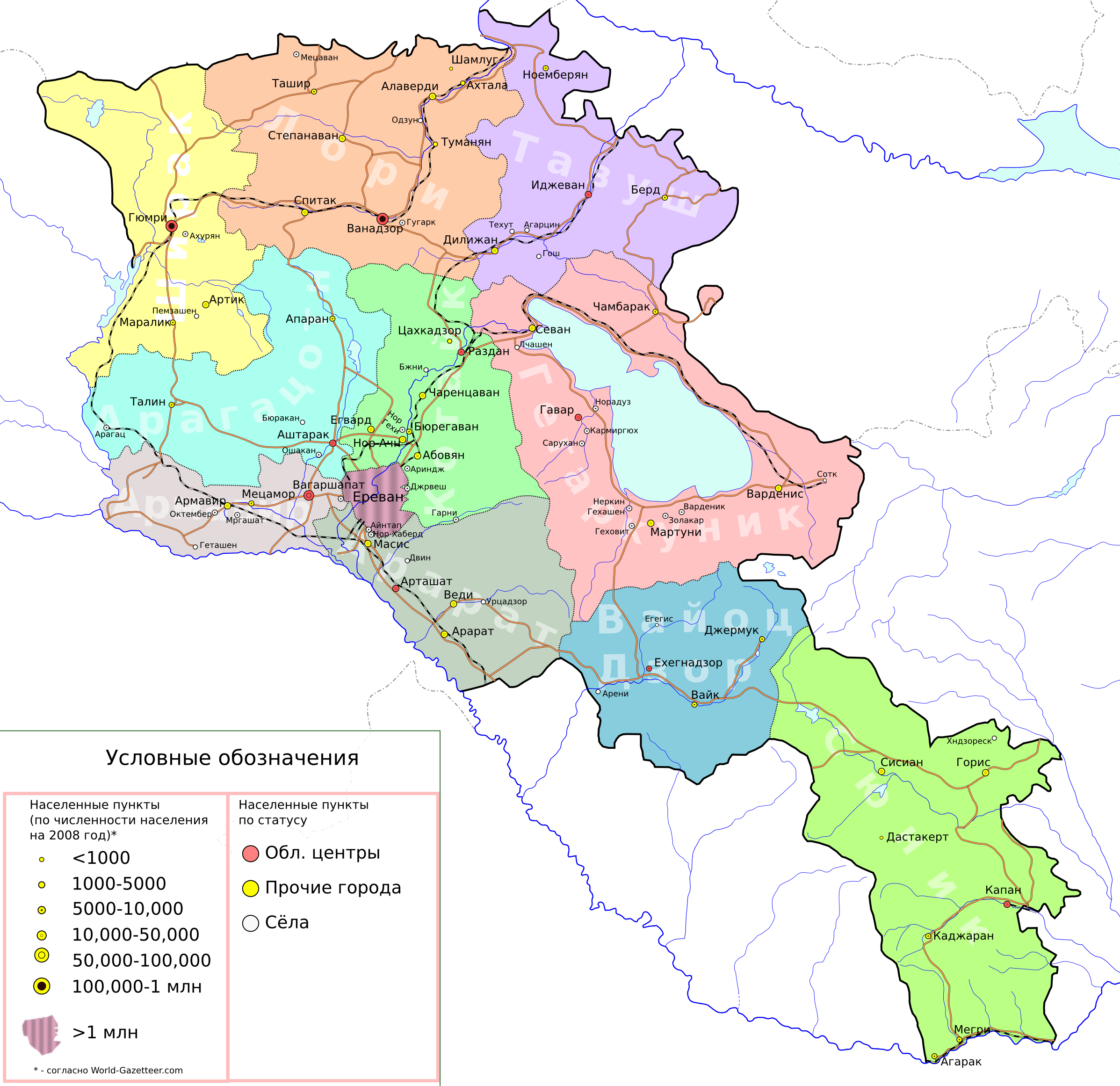
Города и железнодорожное сообщение Армении.

## Концессионый договор и задачи ЮКЖД
Согласно договору, срок концессионного управления составляет 30 лет с правом пролонгации ещё на 10 лет после первых двадцати лет работы по взаимному согласию сторон.
В соответствии с условиями тендера сотрудники железной дороги Армении (4300 человек), за исключением лиц, достигших пенсионного возраста, были переведены в штат ЗАО «ЮКЖД» с повышением заработной платы до 20 %.
В задачи ЗАО «ЮКЖД» входят модернизация инфраструктуры железной дороги Армении, развитие сотрудничества с сопредельными с Арменией государствами, развитие внутриреспубликанского и международного пассажирского и грузового сообщения. Размер инвестиций, обещанных компанией, составляет $572 млн, $220 млн из которых планировалось инвестировать в течение первых 5 лет. Свою деятельность ЗАО «ЮКЖД» начало 1 июня 2008 года. Миссией компании является развитие как общенациональной транспортной компании, динамично развивающей эффективность и качество услуг посредством определенных стратегических целей. Среди них компания выделяет:
- повышение долгосрочной эффективности и финансовой устойчивости;
- повышение качества услуг;
- увеличение мощности транспортного производства на территории РА;
- интеграция в евроазиатскую транспортно-логистическую систему.[1]

В договоре о передаче армянских железных дорог в концессию, отмечено, что если компания не выполняет свои обязательства должным образом, то российская сторона обязана выплатить сумму не превышающую 57 млн. долларов.
В сентябре 2019 года Минтранс России выступил с заявлением о том, что ОАО «РЖД» может рассмотреть возможность досрочно прекратить договор об управлении железной дорогой Армении.
Министерство территориального управления и инфраструктур Армении продолжает переговоры с российской стороной по вопросу управления железной дорогой.

## Недостатки в деятельности

### Нереализованые проекты развития
ЮКЖД не уделяет внимания реализации проектов, которые могут значительно сократить транспортные расстояния, операционные издержки и улучшить конкурентное положение железной дороги.
До сих пор не реализован проект строительства 32-х километровой ветки Ванадзор — Фиолетово, которая сократила бы путь от Еревана до Тбилиси и дальше до черноморских портов на 112 км. Строительство должно было начаться еще в 2011 году, но РЖД более чем в 2 раза повысило оценку стоимости проекта доведя ее в 2012 г. до $200-$250 млн. В результате этого, с 2012 года полностью заброшенным оказался Меградзорский тоннель через который планировалось возобновить регулярное движение поездов в случае открытия новой линии, а начальный перегон Раздан — Какавадзор используется как подъездной путь к Разданской ТЭС.
Согласно заявлению ЗАО «Международные аэропорты Армении» в 2012 году из-за бездеятельности ЮКЖД программа строительства железнодорожной линии от станции метро «Чарбах» в аэропорт Звартноц осталась на бумаге.

### Неуплата налогов
В связи с обвинением в неуплате налогов в августе 2018 года сотрудники Комитета по госдоходам в сопровождении людей в масках провели обыск в здании компании и изъяли документы. На следующий день премьер-министр Армении Никол Пашинян принял генерального директора ЮКЖД Сергея Валько.
В интервью газете «Коммерсант» премьер-министр Армении Никол Пашинян заявил, что по предварительным данным ЮКЖД не доплатило налогов на сумму в 60 миллионов долларов. В конце 2018 года в следственном комитете заявляли, что в рамках расследования уголовного дела проводятся проверки с целью выяснения всех обстоятельств «зафиксированных в ЗАО «ЮКЖД» злоупотреблений, выявлении круга причастных к этому лиц и идентификации их действий». В компании прокомментировали сообщения о проходящих проверках, назвав следственные органы ангажированными.
По данным компании по итогам 2018 года сумма выплаченных налогов в государственный бюджет республики превысило 4 миллиарда драмов (более 8 миллионов долларов).

### Злоупотребления и другие нарушения
Согласно сообщениям прессы имеют место многочисленные случаи хищений и нарушений условий концессионного договора.
Премьер-министр Армении Никол Пашинян, в интервью газете «Коммерсант» в сентябре 2019 года, заявил, что сумма злоупотреблений составила около 60 миллионов долларов. По другим оценкам сумма злоупотреблений превосходит 100 миллионов долларов.

## Железнодорожная сеть и подвижной состав
Ширина железнодорожной колеи: 1520 мм.
Количество эксплуатируемых станций: 55.
Максимальная скорость движения пассажирских поездов: 100 км/час, минимальная: 40 км/час. Максимальная скорость движения грузовых поездов: 70 км/час, минимальная: 25 км/час.
Железнодорожные пути оборудованы контактной сетью для тягового энергоснабжения постоянным током напряжением в 3,3 кВ.
Все железные дороги полностью электрифицированы постоянным током напряжением 3 кВ.
В основном, используются электровозы ВЛ-10 и тепловозы ЧМЭ3. На маршруте Ереван — Гюмри — Ереван с марта 2018 года действует скорый электропоезд ЭП2Д. В конце 2018 года осуществилась поставка второго такого же состава.
Неэксплуатируемые линии:
• Ерасх — государственная граница с Нахичеваном (Азербайджан);
• Гюмри — Ахурян — государственная граница с Турцией;
• Дилижан — Иджеван — государственная граница с Азербайджаном.

## Статистика перевозок
В 2018 году рост количества пассажиров ЮКЖД составил 5% при спаде пассажиропотока автомобильным транспортом, было перевезено 385 тысяч человек, из которых 64 тысячи человек в международном сообщении. Услугами перевозок в направлении Батуми в 2018 году воспользовалось рекордное за 10 лет число пассажиров: более 53 тысяч человек. Наибольшее за период деятельности ЮКЖД количество пассажиров: 203 тысячи человек было перевезено по маршруту Ереван — Гюмри — Ереван.
Один из четырех электропоездов ЭП2Д компании «Южно-Кавказская железная дорога» с 23 августа 2021 года обслуживает пригородный маршрут Ереван — Ерасх — Ереван. Новые поезда изготовлены на подмосковном Демиховском машиностроительном заводе и находятся в строю. Подвижной состав оборудован системами пассивной безопасности, климат-контролем, экологически чистыми туалетными комплексами, условиями для пассажиров с ограниченными возможностями. В поезде запрещено курение.
Армения и ЗАО «Южно-Кавказская железная дорога» в ближайшее время планируют возобновить паромное сообщение между портами Поти и Кавказ. Об этом вице-премьер Армении Мгер Григорян заявил в сентябре 2021 года в ходе армяно-российского бизнес-форума. Как отметил М. Григорян, в соответствии с договоренностями, достигнутыми между странами, общий объем инвестиций ЮКЖД на период до 2024 года увеличен на 3,7 млрд руб. В результате в 2021 году были приобретены современные пассажирские вагоны, новые электропоезда для внутреннего транспортного сообщения, грузовые полувагоны. В 2022 году планируется приобретение нового 4-вагонного электропоезда. Таким образом, к 2025 году ЮКЖД практически полностью обновит пассажирский и грузовой подвижной состав.
В том же 2021 году Южно-Кавказская железная дорога и АО «Трансмашхолдинг» подписали меморандум о разработке и производстве пассажирского подвижного состава. Стороны договорились организовать регулярное взаимодействие в части выработки стратегического продуктового портфеля и оценки перспективной потребности в нем на маршрутной сети ЗАО «ЮКЖД». Целью взаимодействия стороны считают разработку и постановку на производство подвижного состава, максимально соответствующего перспективным требованиям заказчика и пассажиров к уровню технической оснащенности и комфорту.